# Romario Shepherd
Romario Shepherd (* 26. November 1994 in Georgetown, Guyana) ist ein guyanischer Cricketspieler, der seit 2019 für das West Indies Cricket Team spielt.

## Aktive Karriere
Shepherd gab sein First-Class-Debüt für Guyana in der Saison 2016/17. Mit ihnen konnte er dann sogleich den Titel gewinnen. Im Sommer 2019 wurde er in die A-Nationalmannschaft der West Indies berufen und konnte in der Caribbean Premier League 2019 für die Guyana Amazon Warriors herausstechen. Daraufhin wurde er im November 2019 in der ODI-Serie gegen Afghanistan in die Nationalmannschaft berufen. Im Januar gab er gegen Irland auch sein Twenty20-Debüt. In der Folge hatte er nur einzelne Einsätze und verpasste die Nominierung für den ICC Men’s T20 World Cup 2021. Im Januar 2022 erzielte er in der ODI-Serie gegen Irland drei Wickets (3/50) im ersten und ein Fifty (50 Runs) im zweiten Spiel. In der sich darn anschließenden Twenty20-Serie gegen England konnte er erneut drei Wickets (3/59) erreichen. Im Sommer erreichte er ein weiteres Mal drei Wickets (3/21) in den Twenty20s gegen Bangladesch. Jedoch verpasste er für den ICC Men’s T20 World Cup 2022 erneut knapp die Nominierung. Im Sommer 2023 gelangen ihm beim ICC Cricket World Cup Qualifier 2023 gegen den Oman 3 Wickets für 44 Runs, jedoch verpassten die West Indies die Qualifikation. Nach dem Turnier kam Indien in die West Indies und er erzielte drei Wickets (3/37) in den ODIs und vier weitere (4/31) in den Twenty20s. Für letzteres wurde er als Spieler des Spiels ausgezeichnet. Ein Jahr später wurde er für den ICC Men’s T20 World Cup 2024 nominiert.